# Pierre Ansiaux
Pierre Nicolas Guillaume Ansiaux (Brussel, 4 december 1904 - 28 april 1986) was een Belgisch advocaat, hoogleraar aan de Université libre de Bruxelles en senator.

## Biografie
Pierre Ansiaux promoveerde in 1928 tot doctor in de rechten aan de Université libre de Bruxelles en werd hoogleraar aan deze universiteit. Hij was ook advocaat aan de balie van Brussel en vervolgens bij het Hof van Cassatie, waar hij stafhouder werd.
Hij was medeoprichter van het Koninklijk Instituut voor Internationale Betrekkingen. 
In juni 1965 werd hij door de PLP gecoöpteerd in de Senaat en vervulde dit mandaat tot in 1974. Hij hechtte zijn naam aan een wet over de geschillen met de fiscus betreffende rechtstreekse belastingen. In 1973 behoorde hij tot de dissidente Brusselse liberalen die de PLDP oprichtten, uit onvrede met het Brusselse luik van het regeerakkoord van de regering-Leburton, waar de Vlaamse en Waalse liberalen deel van uitmaakten.
Van 1971 tot 1974 was hij tevens lid van de Cultuurraad voor de Franse Cultuurgemeenschap.